# The Stranglers
The Stranglers es una banda de rock británica formada en 1974 originalmente con el nombre de "The Guildford Stranglers" y se les considera como una de las precursoras del punk, pero más por sus actitudes que por la similitud musical, ya que han explorado multitud de estilos. La banda dio sus primeros pasos en los circuitos de pub rock y finalmente alcanzó la categoría de grupo de mainstream con un notable éxito comercial, especialmente en el Reino Unido y el resto de Europa. En aquel han conseguido que 17 de sus álbumes y 23 de sus sencillos hayan entrado en las listas del Top 40.

## Historia
El grupo comienza su carrera con el nombre de Guildford Stranglers en Chiddington, una localidad cercana a Guildford (condado de Surrey, Inglaterra) en 1974. Operaba desde The Jackpot, un despacho de bebidas regentado por Brian Duffy, nombre real de Jet Black, batería de la banda. Junto a él, el cantante y guitarrista Hugh Cornwell, el bajista y también vocalista Jean-Jacques Burnel, y el guitarrista, teclista y cantante sueco Hans Wärmling eran los miembros de la primera formación, aunque este último fue pronto reemplazado en los teclados por Dave Greenfield. Ninguno de ellos procedía de Guidlford: Black era de Ilford, Burnel de Notting Hill, Cornwell de Kentish Town y Greenfield de Brighton. Wärmling, de Suecia, regresó a su país tras abandonar el grupo.
De todos ellos, Cornwell era el único que tenía una carrera previa en la escena del rock, como compañero de Richard Thompson en el grupo adolescente Emil & the Detectives. Según Thompson, su repertorio iba desde blues de los años cincuenta hasta "caras B de Kiki Dee" y otras canciones pop. Burnel era un guitarrista clásico que había llegado a tocar en orquestas, Jet Black procedía del jazz, y Greenfield había tocado en alguna base militar en Alemania.
En diciembre de 1976 United Artists les ofreció 40.000 libras esterlinas por un contrato en exclusiva. Stranglers aceptaron y en febrero de 1977 grababan su primer sencillo, titulado '(Get a) Grip (on yourself)', que llegó al número 4 de las listas de éxitos británicas. Un par de meses después apareció el álbum Rattus Norvegicus, que fue aclamado por el público. Con estas primeras canciones el grupo supo imponerse. En sus letras se metían con todo: con el punk convencional y con el modo de hacer y de decir las cosas en aquel tiempo. Por ciertas durísimas palabras dirigidas a las mujeres y al feminismo fueron acusados de misoginia. La selecta ideología del grupo se sustentaba sobre una música refinada, rica en matices y en sonoridad, netamente superior a la producción media de aquel período.
El grupo, muy prolífico, editó en septiembre de 1977 su segundo álbum, No More Heroes, que llegó al segundo puesto de las listas de éxitos, mientras que el sencillo homónimo entró en el Top 10, confirmando su fortuna comercial. En el transcurso de solo dos años Stranglers habían conquistado un papel relevante en la escena británica, por encima de los demás grupos punk. Sus actuaciones en vivo eran duras, agresivas, descaradas, mientras que sus discos mostraban cada vez un mayor refinamiento. El tercer álbum, Black and White (1978), fue la señal del cambio: en él, los Stranglers, cada vez más distanciados del punk, se muestran originales y autónomos. Dividido en dos caras, una blanca y la otra negra, el álbum es contradictorio: los músicos hurgan en llagas como la xenofobia y el resurgimiento fascista. El disco rozó la cúspide de la lista de éxitos. Tras el álbum en directo 'Live (x cert)', de marzo de 1979, en octubre del mismo año apareció The Raven, en el que el viejo sonido del órgano de Greenfield era sustituido por sintetizadores. 
1979 fue un año importante: el grupo actuó en Japón y se inició la actividad en solitario de algunos miembros. Cornwell realizó 'Nosferatu'; Burnell grabó 'Euroman cometh'. En cambio, 1980 fue menos afortunado. En Niza, después de un concierto, estallaron desórdenes y las autoridades francesas les acusaron de provocadores. Poco después, Cornwell pasó tres semanas en la cárcel por posesión de droga. Finalmente, durante una gira por América, el grupo cayó en bancarrota. Stranglers estaban a un paso del final, cuando, en febrero de 1981, publicaron The Gospel According to The Meninblack, un álbum-concepto de fuertes sentimientos religiosos. Y en noviembre de ese mismo año apareció La Folie, el primero de sus álbumes en el cual se deja sentir el viento del nuevo decenio, los años ochenta, y que cierra definitivamente su período punk. 
En este punto Stranglers son una banda de rock a todos los efectos. Los años transcurridos han marcado su evolución hacia una música más tranquila, que encuentra su exaltación en el álbum Feline (1982), que contiene el éxito 'The european female' y señala su paso a la compañía Epic Tras el disco solista de Greenfield, titulado 'Fire and water' (1983), Stranglers grabaron el óptimo Aural Sculpture (1984), que confirmó su tendencia hacia un sonido compacto con canciones pegadizas, pero sin caer nunca en lo banal. En algunos temas, como 'Skin deep', resurge el homenaje a The Doors. Tras una recopilación del período de United Artists titulada 'Off the beaten track', Stranglers grabaron 'Dreamtime' en 1986 y 'All live and all of the night' en 1988, un álbum en directo concebido como una recopilación de sus mejores temas, comprendido aquel 'Always the sun' que constituyó el último gran éxito del grupo.
Hugh Cornwell abandonó el grupo el 12 de agosto de 1990, al día siguiente de actuar en el Alexandra Palace de Londres con un aforo abarrotado. Paul Roberts junto con John Ellis llegaron al grupo, y éste fue reemplazado en 2000 por Baz Warne. Paul Roberts se fue en diciembre de 2006, formando el cuarteto actual.

## Discografía
- Rattus Norvegicus (1977)
- No More Heroes (1977)
- Black and White (1978)
- The Raven (1979)
- The Gospel According to The Meninblack (1981)
- La Folie (1981)
- Feline (1983)
- Aural Sculpture (1984)
- Dreamtime (1986)
- All Live and All of the Night (1988)
- 10 (1990)
- Stranglers In the Night (1992)
- About Time (1995)
- The Stranglers and Friends: Live in Concert (1980/1995)
- Written in Red (1997)
- Coup de Grace (1998)
- Norfolk Coast (2004)
- Suite XVI (2006)
- Giants (2012)
- Dark Matters (2021)